# Ram Sardjoe
Ramdien «Ram» Sardjoe nació en Paramaribo, Surinam, el 10 de octubre de 1935. Es un político surinamés que ocupó el cargo de vicepresidente de Surinam entre 2005 y 2010.
Ramdien Sardjoe nació en Paramaribo, Surinam, el 10 de octubre de 1935. Maestro en la Universidad de Surinam, se unió al Partido Unido Hindú, que luego pasó a llamarse Partido de la Reforma Progresista o Frente para la democracia y el Desarrollo.
En 1953 fundó la asociación sociocultural Hisdostani Nawyuwak Sabha, ocupando cargos de primer secretario y luego presidente.
En 1964 Sardjoe fue miembro del Estado de Surinam, precursor de la Asamblea Nacional de Surinam. Tras la muerte de  Jagernath Lachmon, Sardjoe fue nombrado presidente de la Asamblea, hasta el 25 de mayo de 2005.
Tras la reelección de Ronald Venetiaan el 25 de mayo de 2005, Sarjoe fue nombrado primer ministro de la Nación, papel que desempeñó hasta el 25 de mayo de 2010, cuando resulta elegido presidente Desi Bouterse y Robert Ameerali primer ministro.
Sarjoe tiene 5 hijos, 4 hijos y 1 hija. Recibió los honores de Oficial de la Orden del León Holandés y Gran Oficial de la Orden de la Estrella Amarilla.